# Высоковское муниципальное образование
Высоковское муниципальное образование — сельское поселение в Красноармейском районе Саратовской области Российской Федерации.
Административный центр — село Высокое.

## История
Статус и границы сельского поселения установлены Законом Саратовской области от 27 декабря 2004 года № 110-ЗСО «О муниципальных образованиях, входящих в состав Красноармейского муниципального района».

## Население
| 2002  | 2010  | 2011  | 2012  | 2013  | 2014  | 2015  |
| ----- | ----- | ----- | ----- | ----- | ----- | ----- |
| 1545  | ↘1495 | ↘1490 | ↘1463 | ↘1428 | ↘1419 | ↘1393 |
| 2016  | 2017  | 2018  | 2019  | 2020  | 2021  |       |
| ↘1363 | ↘1328 | ↗1332 | ↘1301 | ↘1288 | ↘1148 |       |

## Состав сельского поселения
| № | Населённый пункт | Тип населённого пункта       | Население |
| - | ---------------- | ---------------------------- | --------- |
| 1 | Высокое          | село, административный центр | ↘822      |
| 2 | Карамыш          | село                         | ↘232      |
| 3 | Старая Топовка   | село                         | ↘441      |